# FUJI MALL 吹上
FUJI MALL 吹上（フジモール ふきあげ）は、埼玉県鴻巣市袋にある複合商業施設。2020年5月18日開業。

## 概要
2019年4月21日に閉店したアピタ吹上店の建物をそのまま活用・改装する形で2020年に開業した。
株式会社桝屋アセットパートナーズのグループによる施設で、ディベロッパーは藤商事株式会社、施設所有はフジフーズ株式会社がそれぞれ担当。
FUJI MALL 吹上のFUJIは、「faithful」「useful」「joyful」「innovation」の4つの英単語それぞれの頭文字を合わせたもので、同施設近隣の富士電機株式会社とは関係がない。コンセプトは「My Favorite Place」、地域密着型商業施設を想定している。
公式ホームページでは屋号が「FUJI MALL 吹上」と表記されているが、同施設に入居する店舗の名称やイベントの告知等では「FUJI MALL 吹上」ではなく、「FUJI MALL吹上」「FUJIMALL吹上」「フジモール吹上」など表記が様々である。
当施設は鴻巣市と災害時応援協定の災害時における緊急避難場所に関する協定を結んでおり、災害時には緊急避難場所として駐車場を提供する。

## 沿革
- 2020年（令和2年）
  - 4月22日 ‐ 開業予定であったが、同年4月7日に政府からコロナウイルスに伴う緊急事態宣言が発表されていたため、開業を延期[10][11]
  - 5月18日 ‐ 開業[6][12]、核店舗のロピアが開店[13]
  - 5月29日 ‐ 核店舗のホームズ(島忠)が開店[14]
- 2023年（令和5年）
  - 2月26日 ‐ 核店舗のホームズ(島忠)が閉店[14]
  - 5月26日 - 核店舗のデンキチが開店

## テナント
2025年8月現在（開店・開院・設置日順）。

### 1階
- ロピア（核店舗）
- スギドラッグ
- メガネフラワー
- ミスタードーナツ
- グラーノグラーノ
- 静岡ヤマサ園
- ラフェスタ
- ホワイト急便
- セブン銀行 ATM
- The COCO'S TREE Oriental Ethnic Dining（旧店名：The MANGO TREE Oriental Ethnic Dining）
- アイサポ（メガネフラワー店内）
- CASA COLOR
- PIÑABAR（ロピア店内）
- フジモール吹上ファミリー歯科 矯正歯科
- アエナ
- 梅辰亭
- 西松屋
- ピザハット
- 天丼やまと（旧店名：やまと食堂）
- デンキチ（核店舗）
- 買取大吉
- FUJIYA CAKE's STAND
- 埼玉縣信用金庫 ATM
- Photo Me 証明写真機（設置日不明）

### 2階
- Seria
- 東京スターメガネ
- タカハシ
- カーブス
- TSUTAYA
- 駿河屋
- 本屋さんのガシャポンのデパート（TSUTAYA店内）
- よねだ内科・呼吸器クリニック
- GiGO
- Feed Me Orange（設置日不明）

### 3階・4階・屋上
- 立体駐車場

## 撤退したテナント
2025年8月現在（閉店・閉院・撤去日順）。

### 1階
- ほけん百花（2020/5/18 ‐ 2021）
- 八八餃子坊（2020/8/1 ‐ 2022/8）
- ホームズ(島忠)[14]（2020/5/29 ‐ 2023/2/26）
- レディースファッション オオハシ（2020/5/18 ‐ 2023/4）
- おたからや（2020/10/26 ‐ 2023/9）
- T's collection（2020/6/12 - 2025/3）
- COIN LAUNDRY FUJI（2020/10/1 - 2025/8/31）

### 2階
- Parade（2020/12/5 ‐ 2022/3/21）
- キッズガーデン（2020/6/10 - 2025/3/31）
- ハローズガーデン（2020/6/10 - 2025/4/6）
- SHOO・LA・RUE（2020/12/10 - 2025/8/31）

## アクセス

### 電車
- JR吹上駅より徒歩約20分
- JR北鴻巣駅より徒歩約25分

### バス
- 鴻巣市「フラワー号」吹上コース・フジモール吹上バス停利用。施設開店までの時間はフジモール吹上入口バス停利用[16]。

### 車
- 埼玉県道307号線
- 国道17号線（袋交差点）

## 周辺
- ジョーシン鴻巣店
- ワークマンプラス吹上店
- ゴルフ・ドゥ！吹上店
- ホテルルートイン鴻巣
- 西福寺 (鴻巣市袋)
- 袋神社
- 埼玉県防災学習センター
- 埼玉県消防学校
- 富士電機株式会社 設備技術センター
- 持田製薬工場株式会社 埼玉工場
- 小池化学株式会社 吹上工場
- 株式会社東京木材相互市場 相互吹上市場
- 株式会社シード 鴻巣研究所
- 吹上工業団地（袋工業団地）
- 石田堤史跡公園
- 水辺公園
- 元荒川